# Dmitri Iwanowitsch Muschketow

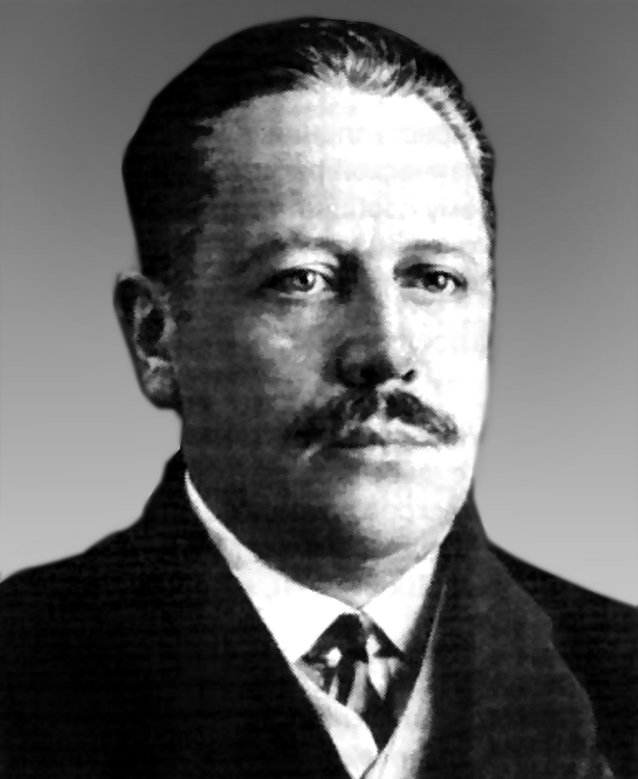
Dmitri Iwanowitsch Muschketow (1926)

Dmitri Iwanowitsch Muschketow (russisch Дмитрий Иванович Мушкетов; * 19. Märzjul. / 31. März 1882greg. in St. Petersburg; † 18. Februar 1938 in Leningrad) war ein russischer Geologe und Hochschullehrer.

## Leben
Muschketows Vater war der Geologe Iwan Wassiljewitsch Muschketow. Seine Mutter Jekaterina Pawlowna geborene Joss stammte aus einer deutschen Bergbaufamilie und lehrte ihn Deutsch, Französisch und Englisch. Er begann 1899 das Studium am St. Petersburger Bergbau-Institut. Zu seinen Lehrern gehörte Karol Bohdanowicz. 1905 wurde Muschketow mit der Kleinen Silbermedaille der Kaiserlichen Geologischen Gesellschaft ausgezeichnet. 1907 schloss er das Studium mit Auszeichnung ab.
Anschließend arbeitete Muschketow im Geolkom (Geologisches Komitee des Allrussischen Geologischen Instituts). 1907–1916 nahm er zusammen mit Dmitri Wassiljewitsch Naliwkin an der Expedition in das Ferghanatal unter Führung Wladimir Iwanowitsch Wernadskis teil. Muschketow leitete nicht nur die Feldarbeiten vor Ort, sondern führte auch Arbeiten zur Tektonik und allgemeinen Geologie durch. Mit der Expedition kooperierten die Geologen Lew Stanislawowitsch Kolowrat-Tscherwinski, Wladimir Iwanowitsch Lutschizki und Boris Alexandrowitsch Lindener. Mit den Ergebnissen wurde eine geologische und petrographische Karte der Region erstellt. 1915 wurde Muschketow zum Professor und Adjunkt-Geologen ernannt. Außer in Zentralasien führte Muschketow Untersuchungen in Ostsibirien, Jakutien, Fernost, im Donbas und im Kaukasus durch. In Süditalien untersuchte er das Erdbeben von Messina 1908. Seine Interessenschwerpunkte waren die Stratigraphie, Geomorphologie, Paläontologie, Gletscher und Bodenschätze.
Nach der Oktoberrevolution wurde Muschketow 1918 Direktor des Bergbau-Instituts und Leiter des Lehrstuhls für allgemeine Geologie. 1922 nahm er auf Einladung am XIII. Internationalen Geologie-Kongress in Brüssel teil. 1926–1929 war er Vorsitzender des Geolkom als Nachfolger von Nikolai Nikolajewitsch Jakowlew. Iwan Michailowitsch Gubkin war sein Stellvertreter, und Alexander Karlowitsch Meister, Wladimir Klimentjewitsch Kotulski und Nikolai Nikolajewitsch Tichonowitsch waren seine Assistenten. Daneben leitete Muschketow die geologische Abteilung des Instituts für Seismologie der Akademie der Wissenschaften der UdSSR (AN-SSSR) und die Abteilung für Tektonik des Geologischen Instituts der AN-SSSR. 1926 nahm er als Delegierter der UdSSR am XIV. Internationalen Geologie-Kongress in Madrid teil. 1928 organisierte er die 3. Allrussische Geologie-Konferenz in Taschkent. Beim XV. Internationalen Geologie-Kongress 1929 in Pretoria war er Leiter der UdSSR-Delegation und Vizepräsident des Kongresses. Auf seine Empfehlung wurde die UdSSR als Austragungsort für den XVII. Kongress gewählt. Muschketow besuchte auch Nordamerika, China und Japan.
1930 gründete Muschketow am Bergbau-Institut das Bauman-Institut für Angewandte Geophysik, dessen Direktor er dann wurde. Wladimir Afanassjewitsch Obrutschew berief ihn zum Leiter des wissenschaftlichen Arbeitskreises des Geologischen Instituts (1931–1932). Die Teilnahme am XVI. Internationalen Geologie-Kongress 1933 in Washington, D.C. wurde ihm nicht genehmigt. Allerdings wurden seine beiden Berichte in den Tagungsband aufgenommen, und er wurde in absentia zum Vorsitzenden der Kommission für die Brüche der Erdkruste gewählt, während Gubkin die UdSSR-Delegation führte. 1936 wurde Muschketow aufgrund seiner wissenschaftlichen Arbeiten ohne öffentliche Verteidigung einer Dissertation zum Doktor der geologisch-mineralogischen Wissenschaften promoviert. Er war Mitglied der Russischen Russischen Mineralogischen Gesellschaft, der Russischen Geographischen Gesellschaft und der Moskauer Gesellschaft der Naturforscher.
1937 organisierte Muschketow den XVII. Internationalen Geologie-Kongress in Moskau. Am 29. Juni 1937 21 Tage vor Eröffnung wurde Muschketow mit anderen Geologen verhaftet wegen Gründung einer konterrevolutionären terroristischen Gruppe 1930. Nach der Verhaftung wurde seine Wohnung vollständig ausgeräumt. Auf einer Vorlage des NKWD-Majors Wladimir Jefimowitsch Zessarski unterschrieben am 3. Februar 1938 Stalin, Woroschilow, Molotow und Kaganowitsch die Erschießungsliste, die Muschketow als Nr. 42 enthielt. Am 18. Februar wurde das Urteil des wandernden Militärkollegiums des Obersten Gerichts der UdSSR verkündet und Muschketow am gleichen Tage in Leningrad erschossen zusammen mit Nikolai Wassiljewitsch Bobkow, Georgi Nikolajewitsch Frederiks und weiteren Geologen.
Muschketow war verheiratet mit Uljana Wassiljewna geborene Kosinenko, die 1938 als Frau eines Verräters ins Gulag kam. Sie hatten zwei Töchter Marina (Marusja), die 1920 starb, und Galina, die 1926 mit ihrem Vater zum XIV. Internationalen Geologie-Kongress in Madrid reiste und dort heiratete.
Am 8. Dezember 1956 wurde Muschketow durch das Oberste Gericht der UdSSR völlig rehabilitiert.